# Meteorologiåret 1920

## Händelser

### Januari
- 2 januari – I Villa de María, Argentina uppmäts temperaturen +49.1 °C (120.4 °F) vilket blir Argentinas och Sydamerikas högst uppmätta temperatur någonsin [1][2].
- 31 januari – Med temperaturen - 41,2 °C i Upper Stewiacke noteras nytt köldrekord för Nova Scotia, Kanada [3].

### Mars
- Mars – Med medeltemperaturen + 6,5 °C upplever Sunndalsøra Norges varmaste marsmånad någonsin [4].

### April
- 2 april – Temperaturen faller med 66 grader i Pipestone i Minnesota, USA [5].

### Juni
- 6 juni - 15 centimeter nysnö har fallit i Hällefors, Sverige på Svenska flaggans dag [6].

### Okänt datum
- Tromsø i Norge börjar mäta dygnsmedeltemperatur [7].
- Nederbörd börjar mätas i Prästkulla, Sverige [8].
- Milutin Milankovic föreslår att långa klimatcykler orsakas av förändringar i jordens bana och lutning, vilket senare skulle komma att kallas Milanković-cykler

## Födda
- 7 juni – Reid Bryson, amerikansk atmosfärforskare, geolog och meteorolog.
- 23 oktober – Ted Fujita, japanfödd amerikansk meteorolog.
- 24 oktober – Howard McNeil, amerikansk meteorolog
- 28 oktober – Charles B. Moore, amerikansk fysiker, ingenjör och meteorolog.
- Okänt datum – James C. Sadler, amerikansk meteorolog.
- Okänt datum – Robert C. Miller, amerikansk meteorolog.
- Okänt datum – Seymour Hess, amerikansk meteorolog och planetforskare.

## Avlidna
- 5 september – Arthur von Oettingen, tysk musikteoretiker, fysiker, astronom och meteorolog.
- 4 oktober – Max Margules, österrikisk meteorolog.

### Fotnoter
1. ↑  http://www.smn.gov.ar/?mod=biblioteca&id=94 Servicio Meteorólogico Nacional (Argentina).
2. ↑  Global Measured Extremes of Temperature and Precipitation. National Climatic Data Center. läst 21 juni 2007.
3. ↑  ”Dan, Dan the Weatherman's Canadian Weather Trivia Page”. Arkiverad från originalet den 9 september 2013. https://web.archive.org/web/20130909001246/http://www.dandantheweatherman.com/cantriv.html. Läst 7 mars 2011.
4. ↑  ”Arkiverade kopian”. Arkiverad från originalet den 16 juli 2010. https://web.archive.org/web/20100716104244/http://www.climate.umn.edu/pdf/day_in_weather_history/april_wx_history.pdf. Läst 16 februari 2011.
5. ↑  SMHI Arkiverad 27 november 2012 hämtat från the Wayback Machine.
6. ↑  MET
7. ↑  SMHI